# Caesiana. Revista Italiana di Orchidologia
Caesiana. Revista Italiana di Orchidologia (abreviado Caesiana) es una revista con ilustraciones y descripciones botánicas que editada en Roma por la Associazone Italiana de Orchidologia desde el año 1993. Fue precedida por L’Orchidea. Génova
Desde el año 2001 también se ha convertido en el diario oficial del European Orchid Congress (EOC). La publicación se imprime dos veces al año y está disponible para la suscripción fuera de la Unión Europea.
Un número típico incluye aproximadamente 60 páginas de  artículos, en italiano / inglés, taxonómicos obras, actas de EOC, hojas de cultura, trabajo de campo, propagación acerca de orquídeas tropicales , subtropicales y templadas con fotografías en color.